# K'naan
Keinan Abdi Warsame (* 16. dubna 1978 Mogadišo) (somálsky Keynaan Cabdi Warsame, Kaynān ʿAbdi Warsama), známý jako K'naan, je somálsko-kanadský básník, rapper, zpěvák, textař a instrumentalista. Jeho písně jsou ovlivněny prvky somálské, ale i světové hudby. Podílí se také na různých charitativních projektech.

## Životopis
Narodil se v somálském Mogadišu, kde strávil své dětství. V Somálsku žil i během občanské války, která v zemi zuří od roku 1991. Jeho teta Magool byla jednou z nejslavnějších zpěvaček Somálska a jeho děda Haji Mohammad byl básník. Vyznává islám a jeho jméno Keinan znamená v somálštině „cestovatel“. V mládí poslouchal hip hopové záznamy, které mu posílal jeho otec ze Spojených států amerických, kam ze Somálska emigroval. Ve 13. letech s matkou a třemi sourozenci rovněž emigrovali do Spojených států amerických, kde se připojili ke svým příbuzným v New Yorku. Krátce poté se odstěhoval s rodinou do Toronta, kde se usadil ve čtvrti Rexdale mezi somálskou komunitou a začal se učit anglicky poslechem hip hopových alb umělců jako Nas a Rakim.
V roce 2005 se účastnil spolu s Nelly Furtado, Mos Defem, will.i.amem, skupinou The Roots a dalšími benefičního koncertu Live 8. Akce byla naplanovaná tak, aby předcházela summitu skupiny G8 ve Skotsku na kterém se jednalo o pomoci rozvojovým zemím. Nejvíce se proslavil písní „Wavin 'Flag“, která byla v roce 2010 vybrána pro charitativní projekt Young Artists for Haiti, kterého se účastnil s Nelly Furtado, Avril Lavigne a mnoha dalšími kanadskými umělci, aby získali finance pro oběti zemětřesení na Haiti. Píseň byla také vybrána jako propagační píseň pro Mistrovství světa ve fotbale 2010, kde se objevila v reklamě společnosti The Coca-Cola Company, čímž dosáhla mezinárodního úspěchu. V žebříčcích mnoha zemí dosáhla prvního místa. Společně s Davidem Guettou a Will.i.amem nahráli remix písně.
Je ženatý s Deqou, farmaceutickou laborantkou. Mají spolu dva syny, Marcuse a Alla, kteří se narodili v letech 2005 a 2007.

## Diskografie
- What Next? (2000) (jako Keinaan)
- My Life Is a Movie (2004)
- The Dusty Foot Philosopher (2005)
- Troubadour (2009)
- Country, God or the Girl (2012)